# Article 187 de la Constitution belge
L'article 187 de la Constitution de la Belgique fait partie du titre VII Dispositions générales. 
Il date du 7 février 1831 et était à l'origine — sous l'ancienne numérotation — l'article 130. Il n'a jamais été révisé.
Sa longueur se limite à une seule phrase, son principe est de garantir l'application continuelle de la Constitution :

« La Constitution ne peut être suspendue en tout ni en partie. »

## Historique et application
En 1831, François Van Snick du Congrès national propose un amendement pour garantir que la Constitution nouvelle demeure intègre et ainsi préserver l'état de droit. Citant les exemples de la révolution française (« tous les pouvoirs qui se sont succédé en France, ont tour à tour violé et suspendu les constitutions qui devaient régir ce pays, et ce, en invoquant à chaque fois la grande loi : Salus populi suprema lex esto »), des actes de Guillaume Ier et des ordonnances de Charles X en 1830, le principe est que le peuple sauvegarde ses droits et libertés fondamentales en prévenant des suspensions arbitraires, opportunistes ou des coups d'état durant des circonstances exceptionnelles,.
Les juristes reprochent un dispositif optimiste, idéaliste voir naïf car inadapté aux crises et qui ne résista pas aux faits. Quelques mois après la proclamation de la Constitution, Léopold Ier lors de la campagne des Dix-Jours, demande l'aide de l'armée française sans passer par le Parlement, ce qui viole l'article 185. Lors de la première guerre mondiale ainsi que de la seconde, plusieurs arrêtés-lois de guerre dérogent à la Constitution, y compris au niveau de la liberté d'expression et du secret de la correspondance. Les justifications sur ces lois, comme la supra-constitutionnalité de la déclaration d'indépendance ou la distinction entre une suspension et une dérogation, sont considérées comme « bancales » et peu convaincantes. Les pouvoirs spéciaux sont régulièrement utilisés et, selon certains auteurs, sont à la marge du prescrit de la Constitution. La pandémie de coronavirus qui touche le pays relance le débat sur la faisabilité d'un état d'urgence. L'article 15 de la Convention européenne des droits de l'homme et l'article 4 du pacte international relatif aux droits civils et politiques sont difficilement applicables en raison de l'article 187 de la Constitution belge,.
Il est proposé face à ces limites de modifier la loi fondamentale du pays et donc de constitutionnaliser un état d'exception régulé,.
La commission de Venise déclara que modifier l'article 195 sur la révision de la Constitution, n'est pas une violation de l'article 187.